# Chris Kontos (musicien)
 (décembre 2016).
Si vous disposez d'ouvrages ou d'articles de référence ou si vous connaissez des sites web de qualité traitant du thème abordé ici, merci de compléter l'article en donnant les références utiles à sa vérifiabilité et en les liant à la section « Notes et références ».
Pour l’article homonyme, voir Chris Kontos.
Chris Kontos est le deuxième batteur de Machine Head, groupe fondé en 1992 à Oakland.
Il fut rapidement remplacé successivement par Walter Ryan, Will Carroll et Dave McClain qui rejoint le groupe en 1996.
Il a aussi joué avec le groupe de crossover Verbal Abuse.

## Discographie

### Attitude Adjustment
- Americain Paranoïa (1986)
- No More Mr.Nice Guy (1988)
- Out Of Hand (1991)

### Verbal Abuse
- Mournful Cries (1988)
- No Way Back (2011)

### Machine Head
- Burn My Eyes (1994)

### Konkhra
- Weed Out the Weak (1997)